# Гавана, я люблю тебя
«Гавана, я люблю тебя» (в оригинале — «Семь дней в Гаване», исп. 7 días en La Habana) — фильм-антология на испанском языке, вышедший в 2012 году. Включает в себя семь различных историй, произошедших в кубинской столице Гаване. Каждую из историй снимал свой режиссёр. Сценарий написан кубинским романистом Леонардо Падурой Фуэнтесем. «7 días en La Habana» участвовал в программе «Особый взгляд» Каннского кинофестиваля 2012 года.

## Сюжет
- «El Yuma» (Понедельник, Бенисио Дель Торо) — иронический триллер, высмеивающий наивность американца (гринго), открывающего для себя, что Куба – это не только сигары, ром и доступные женщины. Через обыгрывание туристических стереотипов режиссёр показывает неожиданный аспект кубинских реалий. С другой стороны, образ американца сам становится забавным стереотипом в глазах гаванцев.
- «Jam Session» (Вторник, Пабло Траперо) — псевдодокументалистская зарисовка об одном дне жизни сербского режиссера Эмира Кустурицы в Гаване, который сыграл здесь самого себя. Грустный иностранец, уставший от славы и ищущий любви, находит общий язык с простыми людьми из другого народа с помощью завораживающей музыки, ритмы которой также естественны для кубинцев, как море, небо и солнце.
- «La tentación de Cecilia» (Среда, Хулио Медем) — история об искушении женщины, в центре внимания испанского режиссёра оказываются любовная страсть и метания героини перед выбором между разными видами любви: любви как соблазна и любви как преданности. Героиня, кружась в вихрях обжигающих чувств и захватывающих желаний, остается целомудренной и прекрасной, выбирая то, что ей подсказывает сердце.
- «Diary of a Beginner» (Четверг, Элиа Сулейман) — экзистенциальная драма об одиночестве иностранца (в этой роли сам режиссёр), который наблюдает отстранённым  взглядом за весёлой нелепостью гаванской жизни, встречая вокруг других людей, тоже как будто чего-то ожидающих. Трагикомический герой находится в каком-то беспомощном оцепенении и нерешительности, мир вокруг него так стремительно меняется, что он кажется в нём абсолютно лишним, и загадочная реальность в виде благоприятных возможностей ускользает от него. Особым штрихом к зарисовке является образ бессменного команданте Фиделя Кастро, ставшего одним из символов кубинской действительности. Мелькает в одном из кадров и фигура Эрнеста Хемингуэя, правда, в виде бронзового бюста у стойки легендарного бара «El Floridita», завсегдатаем которого был великий писатель.
- «Ritual» (Пятница, Гаспар Ноэ) — новелла о запретной стороне сексуальности и тайных ритуалах от скандального французского режиссёра, известного знатока теневой жизни городов. В этой короткометражке плоть очищается магией местной религии сантерии, а сам эпизод снят с заметным интересом к психоделической стороне древних эзотерических традиций кубинцев.
- «Dulce amargo» (Суббота, Хуан Карлос Табио) — джем сквозь слёзы – так можно назвать эту историю о семье известной женщины-психолога, тайком подрабатывающей продажей домашних пирожных со сладкой начинкой. Новелла погружает зрителя во все подробности нравов кубинской жизни и показывает скрытое неблагополучие обычной гаванской семьи. И конечно же, именно в ней, хотя и пунктирно, упоминается не перестающая быть актуальной для Кубы проблема эмиграции, в результате которой разлучаются родственники и друзья. Как выразился сам режиссёр, «жизнь ведёт и направляет нас, а не мы направляем жизнь», подчеркивая особое мироощущение своего народа.
- «La fuente» (Воскресение, Лоран Канте) — своего рода аккордная кульминация всего гаванского альманаха, новелла об одинокой старухе, которая находит способ для организации праздника и объединения простых людей вокруг образа Девы Марии, без упоминания о которой портрет Кубы будет неполным. Безумная затея оборачивается бескорыстным энтузиазмом жителей одного дома, готовых забыть на время свои заботы ради доброго дела и открыть для себя небольшой источник самозабвенной радости, приняв участие в церемонии в честь небесной покровительницы острова свободы.

## В ролях
- Даниэль Брюль — Леонардо, испанский бизнесмен
- Эмир Кустурица — играет сам себя
- Элиа Сулейман — играет сам себя
- Джош Хатчерсон — Тедди Аткинс
- Владимир Крус
- Мирта Ибарра
- Хорхе Перугоррия
- Леонардо Бенитес — Хосе, бейсболист

## Производство
Совместное производство испанской студии Morena Films и французской студии Full House, в сотрудничестве с кубинской студией Havana Club International. Бюджет фильма составил приблизительно 3 миллиона евро. Съемки проходили в Гаване с 4 марта до 6 мая 2011.